# Jürgen Dethloff
Jürgen Dethloff (Stettin, 12 de maig de 1924 – 31 de desembre de 2002) va ser un inventor i enginyer alemany.

## Assoliments
Juntament amb l'inventor alemany Helmut Gröttrup, va inventar la targeta intel·ligent (targeta amb xip). Un successor de la targeta original s'utilitza ara en desenes de milions de targetes de crèdit.

## Patent
Dethloff i Gröttrup van presentar una sol·licitud de patent el 13 de setembre de 1969. Tanmateix, la patent no es va concedir fins l'1 d'abril de 1982.
- "Einrichtung zur Durchführung von Bearbeitungsvorgängen mit wenigstens einem Identifikanden und einer Vorrichtung", Patentschrift DE-2760486C2. (Trad.:“Dispositiu per a la realització d'operacions de tractament amb almenys un identificador i un dispositiu”, patent DE-2760486C2).[3]

## Premis
- Premi SmartCard 1994 de la Society for Mathematics and Data Processing (GMD) a Darmstadt
- 1996 Premi Tecnològic de la Fundació Eduard Rhein (juntament amb Roland Moreno)
- Medalla Rudolf Diesel de 1997[4]
- 1998 Creu Federal al Mèrit 1 Classe